# EMC3
EMC3 (англ. ER membrane protein complex subunit 3) – білок, який кодується однойменним геном, розташованим у людей на 3-й хромосомі. Довжина поліпептидного ланцюга білка становить 261 амінокислот, а молекулярна маса — 29 952.
| 10         |  | 20         |  | 30         |  | 40         |  | 50         |
| ---------- |  | ---------- |  | ---------- |  | ---------- |  | ---------- |
| MAGPELLLDS |  | NIRLWVVLPI |  | VIITFFVGMI |  | RHYVSILLQS |  | DKKLTQEQVS |
| DSQVLIRSRV |  | LRENGKYIPK |  | QSFLTRKYYF |  | NNPEDGFFKK |  | TKRKVVPPSP |
| MTDPTMLTDM |  | MKGNVTNVLP |  | MILIGGWINM |  | TFSGFVTTKV |  | PFPLTLRFKP |
| MLQQGIELLT |  | LDASWVSSAS |  | WYFLNVFGLR |  | SIYSLILGQD |  | NAADQSRMMQ |
| EQMTGAAMAM |  | PADTNKAFKT |  | EWEALELTDH |  | QWALDDVEEE |  | LMAKDLHFEG |
| MFKKELQTSI |  | F          |  |            |  |            |  |            |

A: Аланін

D: Аспарагінова кислота

E: Глутамінова кислота

F: Фенілаланін

G: Гліцин

H: Гістидин

I: Ізолейцин

K: Лізин

L: Лейцин

M: Метіонін

N: Аспарагін

P: Пролін

Q: Глутамін

R: Аргінін

S: Серин

T: Треонін

V: Валін

W: Триптофан

Задіяний у такому біологічному процесі, як альтернативний сплайсинг. 
Локалізований у мембрані.